# Daf-2
El Gen Daf-2 codifica un receptor insulínico en el gusano C. elegans. Las mutaciones en este gen le han mostrado a la investigadora Cynthia Kenyon que los gusanos C. elegans han aumentado su esperanza de vida al doble de lo normal en ellos. Se conoce que este gen es el encargado de regular el desarrollo reproductivo, el envejecimiento, el estrés oxidativo, la tolerancia a la temperatura, la resistencia a la hipoxia y también la resistencia a bacterias patógenas.
DAF-2 es el único receptor insulínico tipo 1 o IGF-1. La señalización de esta proteína se ha conservado de gusanos a humanos.El DAF-2 actúa negativamente en la regulación del factor forkhead de transcripción DAF-16 a través de una cascada de fosforilación. El análisis genético revela que el DAF-16 es necesario para el daf-2, y que influyen en el aumento de la esperanza de vida. Cuando no fosforaliza, el DAF-16 está activo y presente en el núcleo.